# Hiltorf
Hiltorf ist eine Wüstung im Gebiet des Fleckens Coppenbrügge im Landkreis Hameln-Pyrmont in Niedersachsen.
Das Dorf Hiltorf lag in der Grafschaft Spiegelberg an der heutigen Bundesstraße 1 zwischen Bessingen und Coppenbrügge. Die Bessinger Flurbezeichnung Hiltorfer Feld erinnert noch an den Ort. Hiltorf wurde in der Spiegelberger Fehde mit den welfischen Herzögen in den Jahren 1434/35 zerstört und nicht wieder aufgebaut. Der Überlieferung nach siedelten sich überlebende Einwohner in Coppenbrügge an. Noch im 16. Jahrhundert trieb die Pfarrei in Bisperode den Zehnten der 52 Morgen Land des Ortes bei Bessinger und Coppenbrügger Bauern ein.